# Mert Nobre
Márcio Ferreira Nobre, conosciuto come Mert Nobre (Jateí, 6 novembre 1980), è un allenatore di calcio ed ex calciatore brasiliano naturalizzato turco, di ruolo attaccante.

## Carriera
Dopo aver giocato per Paraná e Kashiwa Reysol, nel 2004 è passato in prestito dal Cruzeiro al Fenerbahçe. La sua prima stagione con il club turco è stata positiva, e ha collezionato 18 presenze e 12 gol. Nel 2006 il Beşiktaş lo ha acquistato dal Cruzeiro per due milioni di euro.

## Palmarès

### Club
- Campionato turco: 2

Fenerbahçe: 2004-2005
Beşiktaş: 2008-2009
- Coppa di Turchia: 3

Beşiktaş: 2007, 2009, 2011
- Supercoppa di Turchia: 1

Beşiktaş: 2006